# La Victoria (Guayas)
La Victoria ist eine Ortschaft und eine Parroquia rural („ländliches Kirchspiel“) im Kanton Salitre der ecuadorianischen Provinz Guayas. Die Parroquia besitzt eine Fläche von 81,32 km². Die Einwohnerzahl lag im Jahr 2010 bei 6470. Für 2020 wurde eine Einwohnerzahl von 7412 prognostiziert. Die Bevölkerung besteht aus Montubio und Mestizen.

## Lage
Die Parroquia La Victoria liegt im Tiefland nördlich von Guayaquil. Die Parroquia liegt am Nordufer des nach Westen strömenden Río Babahoyo. Der Estero Roncador fließt entlang der östlichen Verwaltungsgrenze nach Süden. Der ebenfalls nach Süden fließende Río Vinces begrenzt das Areal im Westen. Der Hauptort La Victoria befindet sich am Ostufer des Estero Victoria 13 km ostsüdöstlich vom Kantonshauptort El Salitre. Eine knapp 7 km lange Straße führt von La Victoria nach Süden zu der Stadt Samborondón.
Die Parroquia La Victoria grenzt im Nordwesten an die Parroquia El Salitre, im Nordosten an die Provinz Los Ríos mit den Parroquias Baba (Kanton Baba) und Pimocha (Kanton Babahoyo) sowie im Südosten und im Südwesten an die Parroquia Samborondón (Kanton Samborondón).

## Orte und Siedlungen
In der Parroquia gibt es neben dem Hauptort folgende Recintos:
- Banco de Jaboncillo de Adentro
- Banco de Jaboncillo de Afuera
- Barrio Nuevo
- Bejuco Prieto
- Bodeguita
- Carrizal
- Chacanseo
- Dos Caminos
- El Tope
- Isla Silva
- Julia María
- La América
- La Delicia
- La Estrella
- La Graciosa
- La Hermelinda
- La Iberia
- La Julia
- La Libertad
- La Paz
- La Reserva
- La Zollita
- María Angélica
- Monte de Abajo
- Nueva Victoria
- Santa Rosa

## Geschichte
Die Parroquia La Victoria wurde am 15. Oktober 1889 gegründet.

## Wirtschaft
In dem Gebiet wird hauptsächlich Reis angebaut.